# Sri Thanonchai
Sri Thanonchai (Thai: ศรีธนนท์ชัย) ist eine Figur aus der thailändischen Volksliteratur, die ähnlich dem deutschen Till Eulenspiegel handelt und auch heute noch populär ist. Die meisten Episoden von Sri Thanonchai sind in der Zentralregion angesiedelt, wo die Figur wohl auch ihren Ursprung hat.

## Die Figur des Sri Thanonchai
Gemäß den Erzählungen wurde Sri Thanonchai als Sohn einer Familie von Bauern in der Gegend von Ayutthaya geboren, nachdem die spätere Mutter sich nach langer Kinderlosigkeit im Gebet an den Gott Indra wandte. Kurze Zeit darauf brachte die Mutter einen weiteren Sohn zur Welt, auf den Sri Thanonchai sehr eifersüchtig reagierte. Sri Thanonchai erweist sich als klug und gewitzt, aber auch zu  recht drastischen Streichen aufgelegt. Er wird an den Hof des Königs berufen, wo seine Possen zwar sehr oft Hofschranzen verärgern, er aber immer wieder seine Haut retten kann. Schließlich kehrt er in sein Elternhaus zurück.
Über den Tod von Sri Thanonchai wird nur in wenigen Versionen seiner Lebensgeschichte aufgeklärt: nach einer verlorenen Wette mit einem Hofbeamten bricht ihm das Herz und er geht daran zugrunde.

## Publikationsgeschichte
Die älteste gedruckte Fassung der Geschichten um Sri Thanonchai wurde um 1890 publiziert, also rund 50 Jahre nach der Etablierung der thailändischen Druckerpresse.
Die Erzählungen von Sri Thanonchai sind nicht nur in ganz Thailand verbreitet, sondern darüber hinaus auch in Laos (dort Chieng Mieng (Xieng Mieng) genannt), Kambodscha (Thanon-Chai) und Vietnam bekannt.
Die laotische Erzählungen folgen weitgehend den thailändischen Versionen, mit einer Ausnahme: Chieng Mieng stand dabei im Dienste des laotischen Königs, als sich ein Angriff der Siamesen abzeichnete. Der König zog den Schlaukopf zu Rate, der empfahl, alle Löcher und Gruben der Stadt Vientiane fest zu verschließen, so dass die Siamesen nicht eindringen konnten. Auf diese Weise wurden jedoch der mythischen Schlange Naga sämtliche Wege versperrt, wie sonst üblich den Laoten zu Hilfe zu kommen. Vientiane fiel an Siam. Von den laotischen Erzählungen gibt es eine französische Übersetzung.
Die kambodschanischen Erzählungen um Thanon-Chai (Thmenh Chey) weichen von den thailändischen beträchtlich ab. Auch von diesen gibt es eine französische Übersetzung.